# CTS Eventim
CTS Eventim è una multinazionale tedesca attiva nel mercato dell'intrattenimento dal vivo, con sede a Brema. È una delle 50 società che compongono l'indice MDAX.

## Storia

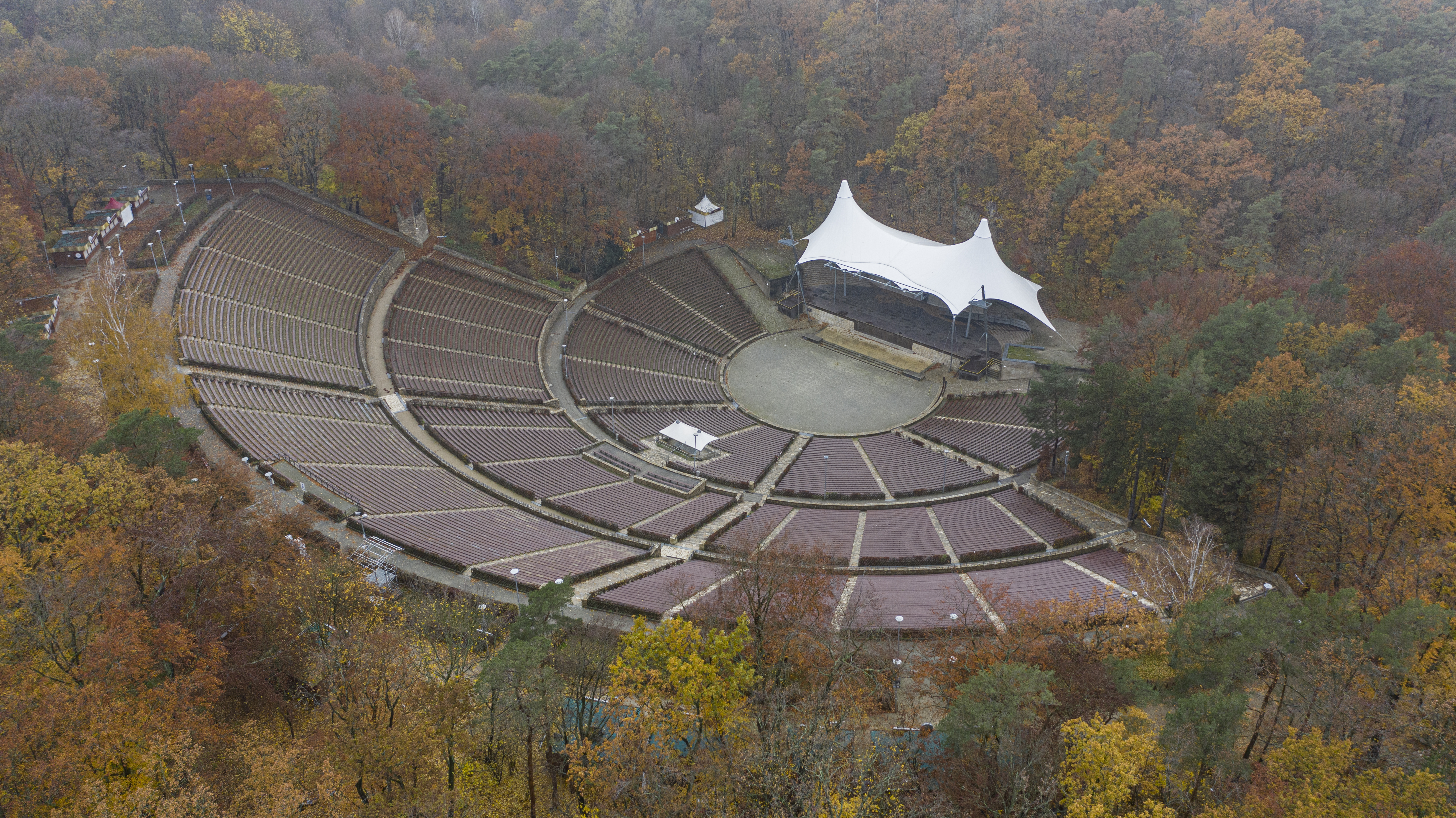
Waldbühne, Berlino

La CTS Computer Ticket Service GmbH fu fondata il 4 novembre 1989 dai promotori musicali di Monaco di Baviera Marcel Avram e Matthias Hoffmann ed acquisita nel 1996 da Klaus-Peter Schulenberg. Il 1° febbraio 2000 la società fu quotata alla borsa di Francoforte e nello stesso anno acquisì le attività di altri importanti promotori tedeschi, come Marek Lieberberg Konzertagentur, Peter Rieger Konzertagentur, Semmel Concerts, Argo Konzerte, FKP Scorpio e Dirk Becker Entertainment. Le acquisizioni di compagnie di ticketing e intrattenimento proseguirono negli anni seguenti; tra queste l'austriaca Barracuda Music (71% nel 2017), le italiane Vertigo (51% nel 2017) e Friends & Partners (60% nel 2017), la statunitense Holiday on Ice (50% nel 2014 seguito da un'acquisizione completa nel 2016) e alcune divisioni dell'olandese Stage Entertainment (Ticket Online al 100% nel 2010, divisioni di ticketing di Francia, Spagna e Paesi Bassi al 100% nel 2014).
Nel 2018 acquisì il 60% dell'italiana DI and GI Srl (D'Alessandro & Galli), società che organizza il Lucca Summer Festival, tra i maggiori festival musicali italiani.
Insieme ad altri sponsor, CTS Eventim ha permesso la prosecuzione dopo il 2008 del Kontaktstudiengang Popularmusik presso la Hochschule für Musik und Theater Hamburg, che da allora è stato rinominato Eventim Popkurs.

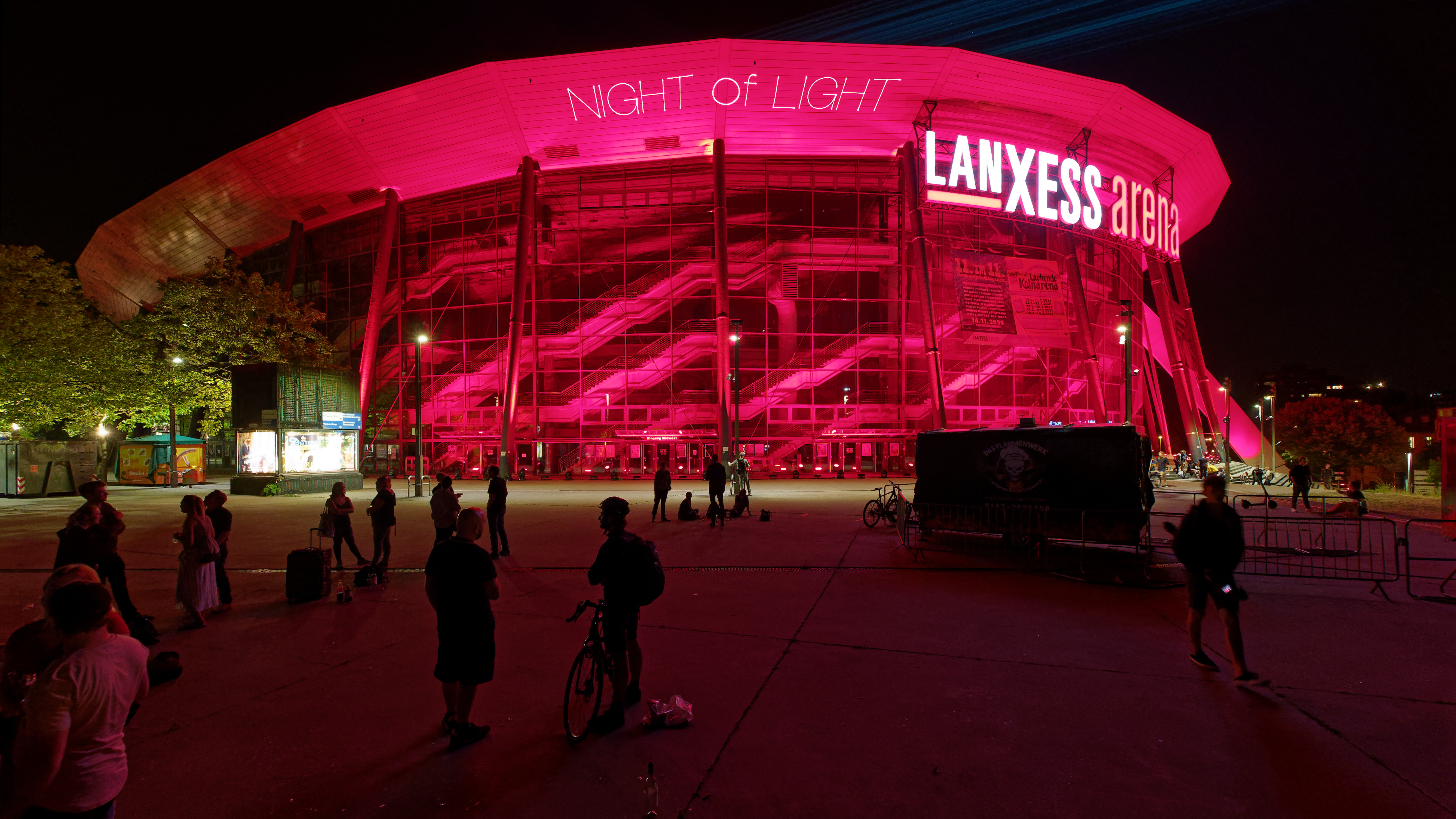
Lanxess Arena, Colonia

Verso la fine degli anni 2000 la società iniziò a gestire diverse arene, a partire dal Waldbühne di Berlino.
Nel 2015 acquisì il 51% della società tedesca Kinoheld, specializzata nella vendita di biglietti per i cinema, completandone poi l'acquisizione nel 2018.
Nel novembre 2019, il fatturato di CTS Eventim superò per la prima volta il miliardo di euro e il prezzo delle azioni salì del 60%, raggiungendo una capitalizzazione di mercato di 5,2 miliardi di euro.
Eventim France e France Billet si fusero nel 2019 in Eventim, società della quale CTS Eventim detiene il 48% delle azioni con la possibilità di aumentare la quota di proprietà nei prossimi anni. Nel 2020, la filiali svizzere di CTS Eventim si fusero con Gadget Entertainment AG e Wepromote Entertainment Group Switzerland AG, creando la nuova società Gadget abc Entertainment Group AG della quale CTS Eventim detiene una quota del 60%.
Il 21 febbraio 2020 la società annunciò sarebbe entrata nel mercato statunitense tramite una joint venture con Michael Cohl.
Nel luglio 2021, CTS Eventim lanciò Eventim Live Asia. Nell'agosto 2021, la società annunciò la costruzione di una delle più grandi arene in Italia, l'Arena Santa Giulia.

## Società controllate

### Ticketing
CTS Eventim controlla società di ticketing in 21 paesi, utilizzando vari marchi.

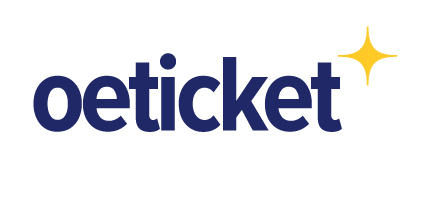
Marchio austriaco

- Eventim: Germania, Polonia, Norvegia, Svezia, Croazia, Gran Bretagna, Bulgaria, Israele 70%, Paesi Bassi, Brasile e Slovenia

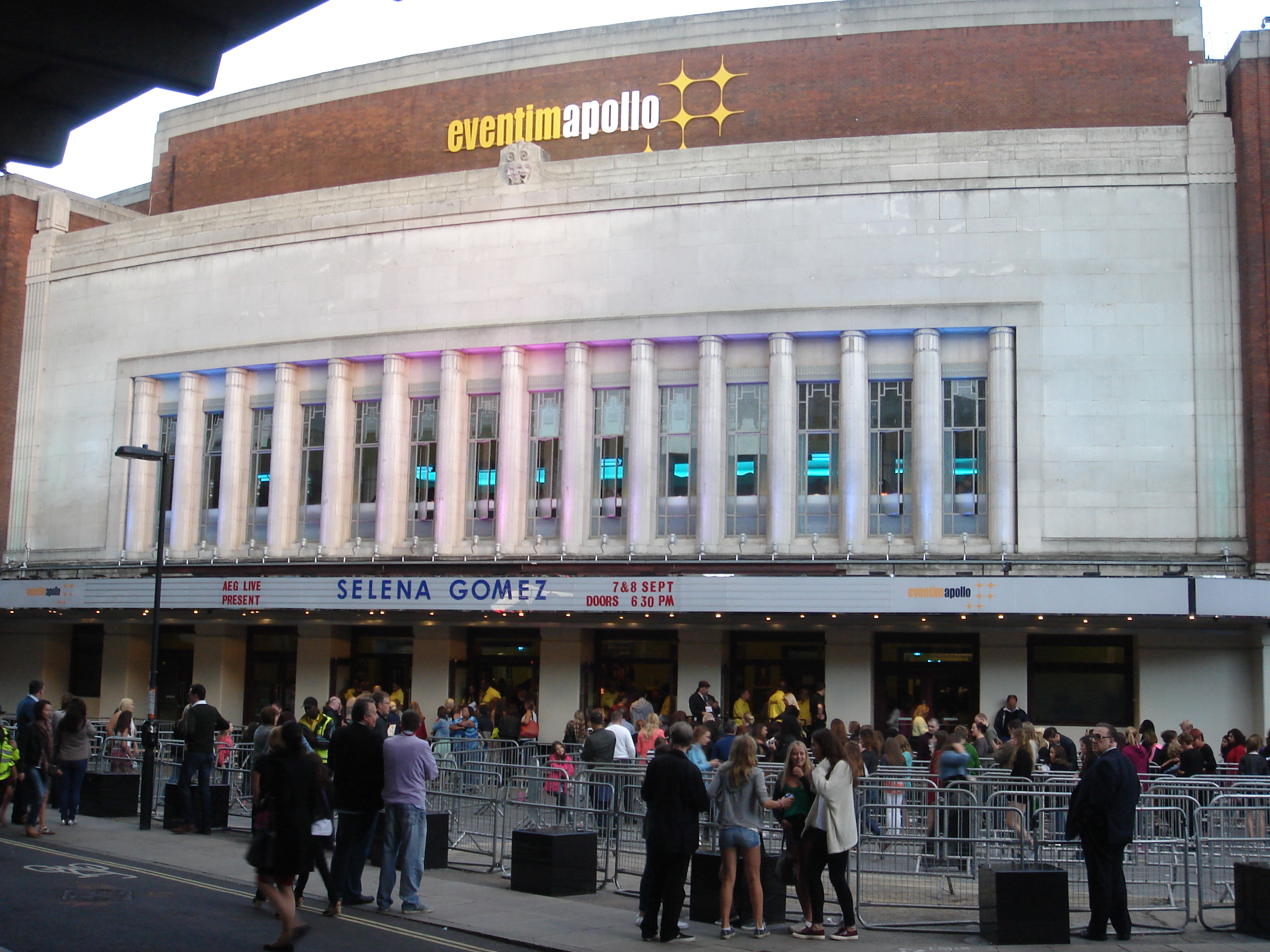
Hammersmith Apollo, Londra

- Entradas: Spagna
- Ticketcorner: Svizzera
- Lippu.fi: Finlandia
- Billetlugen: Danimarca
- TicketOne: Italia 99,7%
- France Billet: Francia 48%
- See Tickets: Regno Unito
- Oeticket: Austria 86%
  - Eventim: Romania 80%
  - Eventim: Ungheria

### Intrattenimento dal vivo
CTS Eventim detiene azioni in diverse società di intrattenimento dal vivo tramite due gruppi.
Eventim Live GmbH 94.4%
- FKP Scorpio Konzertproduktionen 50.2%
  - CRP Konzertagentur 50.2%
  - FKP Scorpia
  - FKP Poland
  - ESK Events 50%
  - Friendly Fire
  - FKP Scorpio Nordic 90%
    - FKP Sweden 51%
      - Woah Dad! Live

    - FKP Norway 91%
    - Fullsteam
      - Seinajoki Festivals 65%

  - Palazzo
- Holiday on Ice
- Gadget abc Entertainment Group AG 60%
  - ABC Production
  - Gadget Entertainment
- Eventimpresents
  - Vaddi Concerts
  - Seekers Event 51,1%
  - Promoters Group Munich  (25.2% tramite Eventimpresents, 37.4% tramite Semmel Concerts Entertainment, 37.4% tramite ARGO Konzerte)
  - Dirk Becker Entertainment 83%  (10% tramite Eventimpresents, 73% tramite Eventim live GmbH)
- Doctor Music Concerts 63.5%
  - In Cow We Trust 60%
- Semmel Concerts Entertainment 50.2%
  - Show Factory Entertainment 51%
- Peter Rieger Konzertagentur
- ARGO Konzerte 50.2%
- All Artists Agency 51%
- ALDA Germany 51%
- Act Entertainment 51%
- Vertigo 51%
- Smash!Bang!Pow!

Eventim Live International GmbH 100%

KB Hallen, Copenaghen

- Friends & Partners 60%
  - Vivo Concerti 60%
- Barracuda 71%
  - Arcadia Live
- Talent Concert International 51%
- Di&Gi Srl (D'Alesandro e Galli) 60%

### Arene
CTS Eventim possiede e gestisce diverse arene in tutta Europa.
- Waldbühne, Berlino, dal 2009
- Lanxess Arena, Colonia, dal 2012
- Hammersmith Apollo, Londra, dal 2013 al 50%
- KB Hallen, Copenaghen, dal 2019, al 50%
- Arena Santa Giulia, Milano, in costruzione